# 米哈伊·达列亚
米哈伊·达列亚（羅馬尼亞語：Mihai Dalea；1917年1月21日—1980年7月1日），罗马尼亚共产党中央政治执行委员会候补委员、中央书记处书记。罗马尼亚中央监察委员会主席、总工会中央理事会主席。

## 生平
1917年，出生于卡拉什-塞维林县塔诺瓦乡塔诺瓦村。
1933年，在雷希察金属加工厂当工人。
1935年，加入雷希察社会主义青年协会和雷希察冶金工会。
1942年，入党。
1945年，毕业于“斯特凡·乔治乌”中央高级党校，任巴纳特州党委委员和组织指导员。
1947年，任罗马尼亚共产主义青年联盟中央委员会总书记。
1948年，为党中央委员，任国家监察委员会委员。
1949年，任国家监察委员会副主席。
1951年，任罗马尼亚工人党布拉索夫州委员会第一书记。
1952年，任罗马尼亚人民共和国驻苏维埃社会主义共和国联盟大使、任驻蒙古人民共和国大使。
1953年，任驻芬兰共和国大使。
1954年，为中央委员会书记处书记。
1955年，任罗马尼亚人民共和国国家农产品征购委员会主席、任罗马尼亚人民共和国征购部长。
1956年，再任罗马尼亚驻苏联特命全权大使、驻蒙古人民共和国大使。 
1960年，再为中央书记处书记，主管农业工作。
1962年，任罗马尼亚人民共和国最高农业委员会主席。
1965年，任中央委员会对外联络部部长。
1969年，任罗马尼亚大国民议会对外关系委员会主席。8月，为罗马尼亚共产党中央监察委员会主席。
1971年，任罗马尼亚总工会中央理事会主席。
1972年，中央政治执行委员会候补委员。
1973年，任罗马尼亚-苏联友好协会中央理事会主席。
1975年，任中央监察委员会主席。
1977年，为罗马尼亚社会主义民主和团结阵线全国委员会副主席。 
1979年，为罗共中央委员、罗共中央监察委员会第一副主席。
1980年，病逝。